# Ager
Die Ager ist ein Fluss in Oberösterreich; sie beginnt als der Abfluss des Attersees und mündet nach rund 34 km im Nordosten zwischen Lambach und Stadl-Paura von links in die Traun. Die Ager entwässert das ganze nordwestliche Salzkammergut. Ihr Einzugsgebiet beträgt rund 1260 km². Sie fließt durch das nördliche Alpenvorland.

## Etymologie
Der Name Ager leitet sich vom keltischen Agria ab. Die Wortwurzel *ag- bedeutet „treiben, führen“ – ein Hinweis auf die ursprüngliche starke Strömung des Flusses.

## Verlauf
Die Ager verlässt den Attersee an seinem nordöstlichen Ende zwischen Schörfling und Seewalchen und fließt anschließend Richtung Norden durch Lenzing. Ab Timelkam verläuft sie nach Osten und nimmt bei Vöcklabruck die Vöckla auf. Sie fließt weiter in nordöstlicher Richtung, vorbei an Regau, Attnang-Puchheim und Schwanenstadt, bis sie als Grenzfluss zwischen den Gemeinden Stadl-Paura und Lambach in die Traun mündet.

## Zuflüsse
Der mit Abstand bedeutendste Zubringer ist die Vöckla, die bei Vöcklabruck mündet. Sie entwässert mehr als 35 % des Ager-Einzugsgebietes. Weitere Zuflüsse sind flussabwärts die Dürre Aurach bei Preising, die Aurach bei Wankham, der Ottnanger Redlbach kurz vor Schwanenstadt und der Staiger Bach bei Schwanenstadt.
Über den Attersee entwässert die Ager auch den Mondsee, den Zeller See (Irrsee) und den Fuschlsee, die jeweils durch relativ kurze Bäche verbunden sind.

## Geologie und Landschaft
Entstanden ist die Ager Ende der Würm-Eiszeit, als die gewaltigen Ostalpengletscher zu schmelzen begannen. Der Attersee ist ein typischer Gletscherendsee, desgleichen Mond- und Irrsee, die aber gegenläufig, nach Süden zum Attersee entwässern, weil dieser Querdurchbruch entstand, bevor die Seen nach Norden ausbrechen konnten, wie auch der Fuschlsee, der über die Gletscherfurche des Thalgau fließt, das im Zusammenflussbereich von Traungletscher und Salzachgletscher entstand. Die Talung der Ager selbst liegt schon im Alpenvorland und bildet den Talzug Vöckla-Agertal, der quer vor den Alpen ostwärts streift. Dieser stellt sich vom Ager-Traun-Terrassenland umgeben dar, postglazialen Flussterrassen in der Vorlandmolasse, und darum das Vöckla-Ager-Hügelland als Restlandschaft. Südlich liegt Flyschzone, nördlich die Sedimentmasse des Hausrucks.

## Wasserführung
Der mittlere Abfluss am Pegel Fischerau beträgt 33,5 m³/s, was einer Abflussspende von 26,7 l/s·km² entspricht. Die Ager weist ein sehr ausgeglichenes Abflussregime auf, der mittlere Abfluss ist im abflussreichsten Monat März (46,7 m³/s) nur knapp doppelt so hoch wie im abflussärmsten Monat Oktober (24,0 m³/s). Das natürliche Abflussgeschehen wird durch das Klauswehr am Ausfluss aus dem Attersee beeinflusst, das in Trockenzeiten ein Absinken des Seespiegels verzögern und das Niederwasser der Ager aufhöhen soll.

## Wirtschaftliche Nutzung

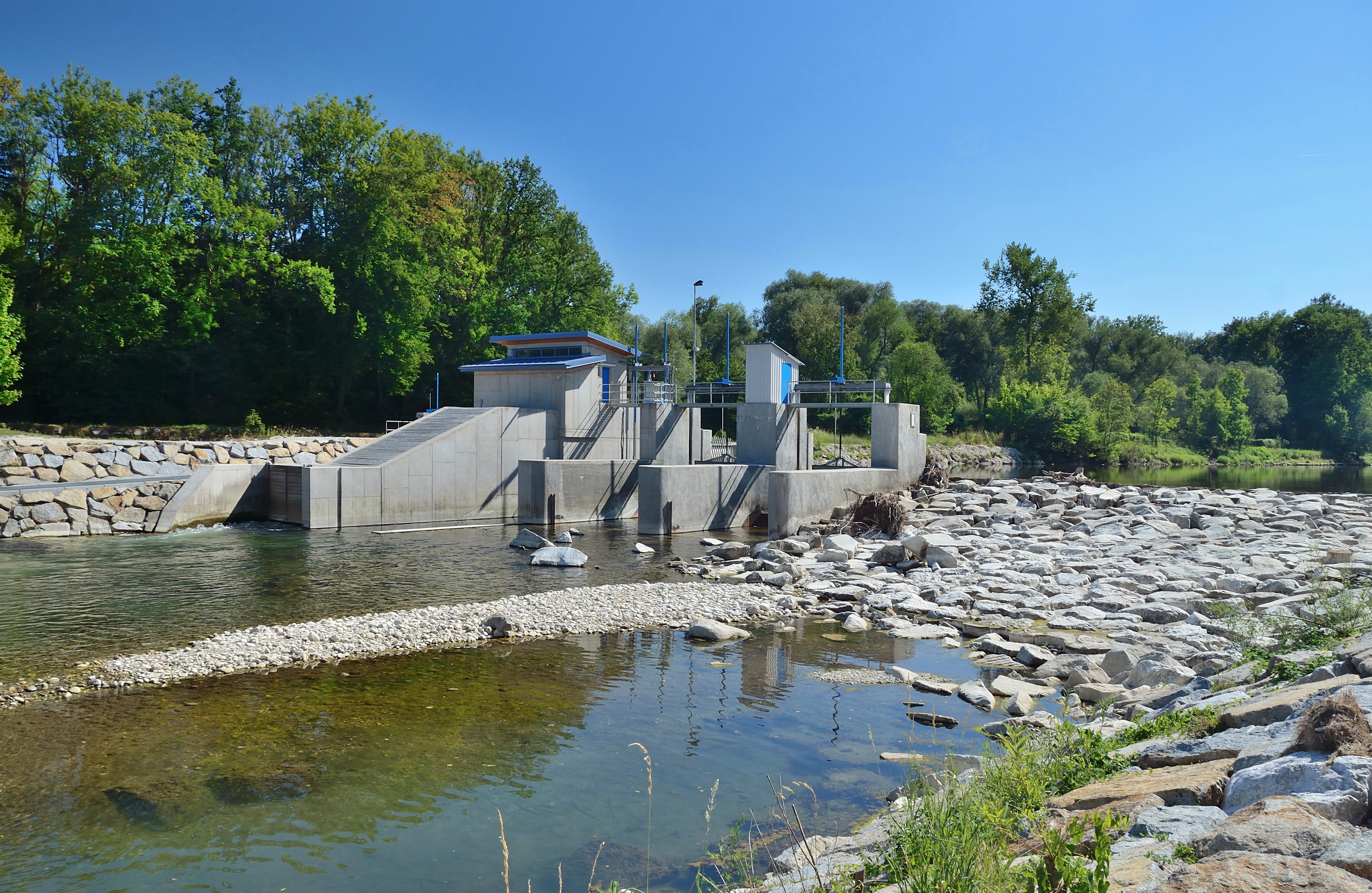
Kraftwerk Hart

Die reiche und über das Jahr durch den Puffer Attersee ziemlich konstante Wasserführung begünstigte die Ansiedlung von Wirtschaftsbetrieben entlang des Flusses. So gab es hier Hammer- und Sägewerke, Getreide- und Papiermühlen sowie Lohstampfen. Allein an der oberen Ager zwischen Seewalchen und Lenzing standen einst sieben Mühlen. Im heutigen Gemeindegebiet von Lenzing siedelten sich in weiterer Folge holzverarbeitende Betriebe und zwei Papierfabriken an. 1938 wurde die Zellwolle-Fabrik in Lenzing gegründet, die Vorläuferin der heutigen Lenzing AG. Bis zum Anfang des 20. Jahrhunderts spielte auch die Flößerei auf der Ager eine wichtige Rolle. Holz aus dem Attergau wurde so zu den Betrieben an der Ager und weiter zu den Städten an der Donau bis nach Ungarn transportiert.
Die Ager wird von mehreren Laufkraftwerken zur Energieerzeugung genutzt. Das 1897 in Betrieb genommene Laufkraftwerk Dürnau bei Vöcklabruck nutzt(e) eine Fallhöhe von 4,6 m zur Stromerzeugung mit einem Regelarbeitsvermögen von 1,9 GWh pro Jahr. Nach der Modernisierung 2021 hat es 1,2 MW Engpassleistung und 5,8 GWh/a Regelarbeitsvermögen, es gehört ganz der Energie AG. Sieben weitere Kleinkraftwerke der KWG (Wankham 1 und 2, Deutenham, Mühlwang, Kaufing, Hart und Timelkam) erzeugen zusammen rund 36 GWh Strom im Jahr.

## Umwelt

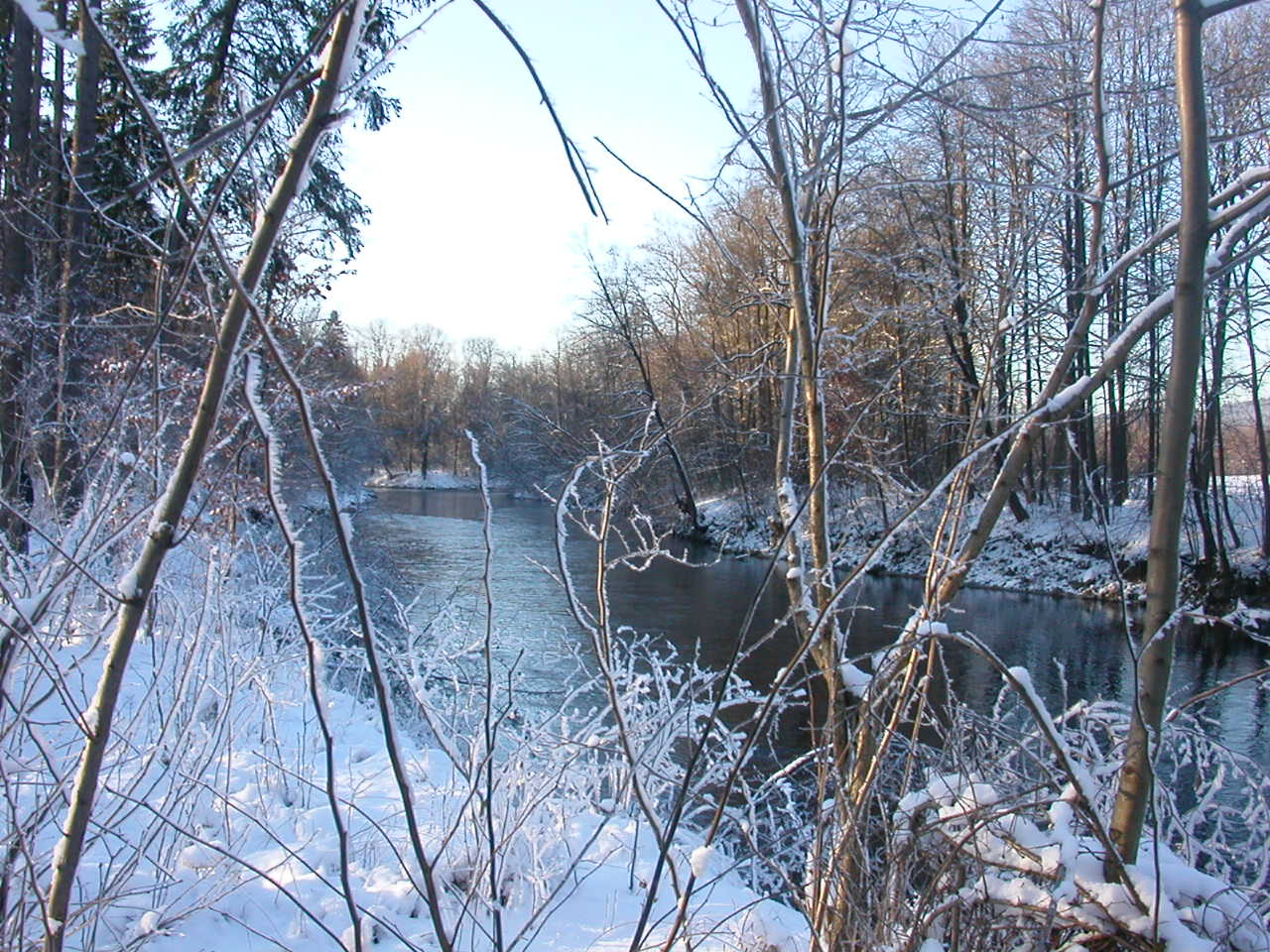
Die Ager bei Schalchham mit Blick auf die Vöcklamündung

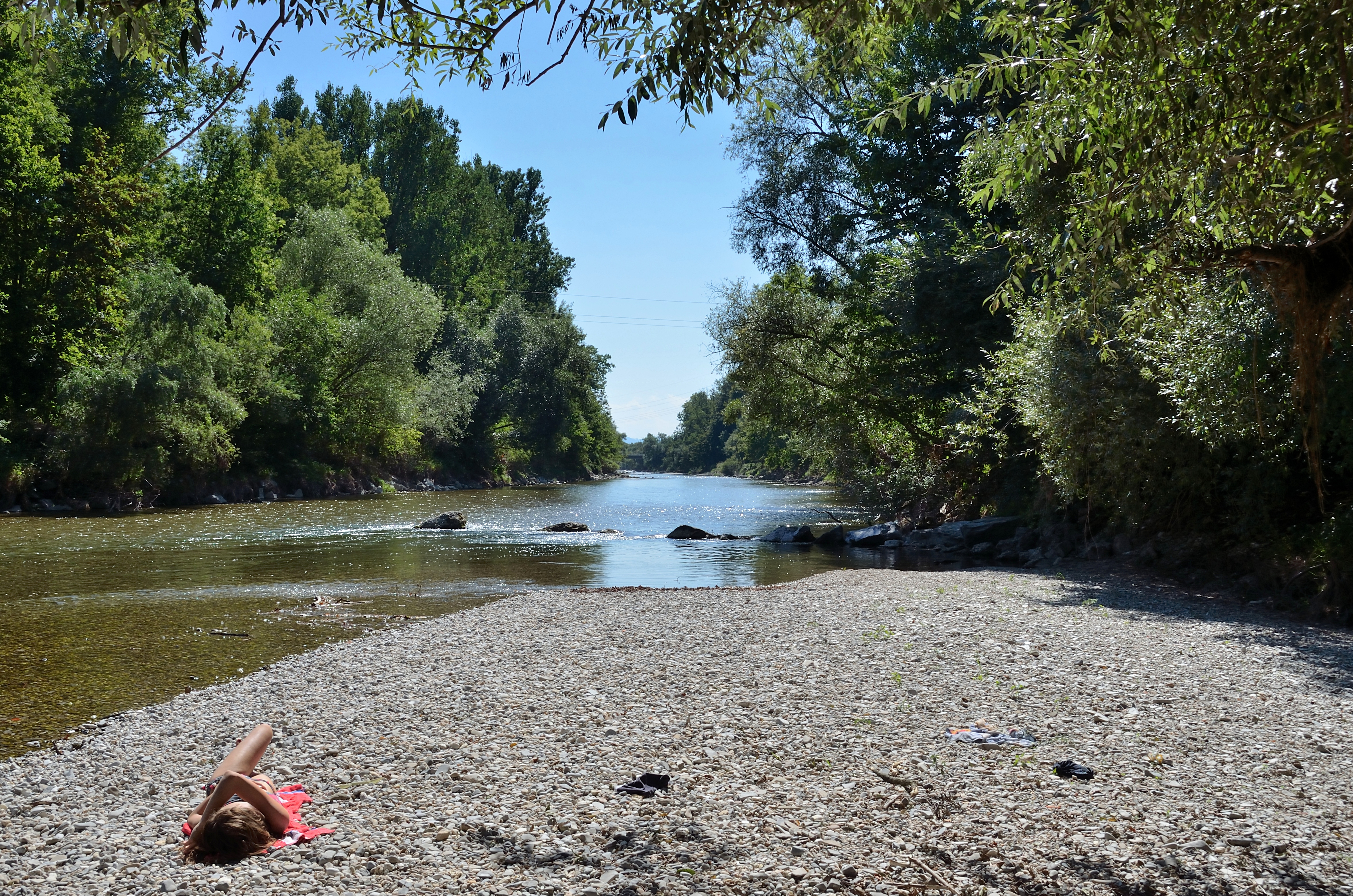
Schotterbank an der Ager in der Gemeinde Schlatt

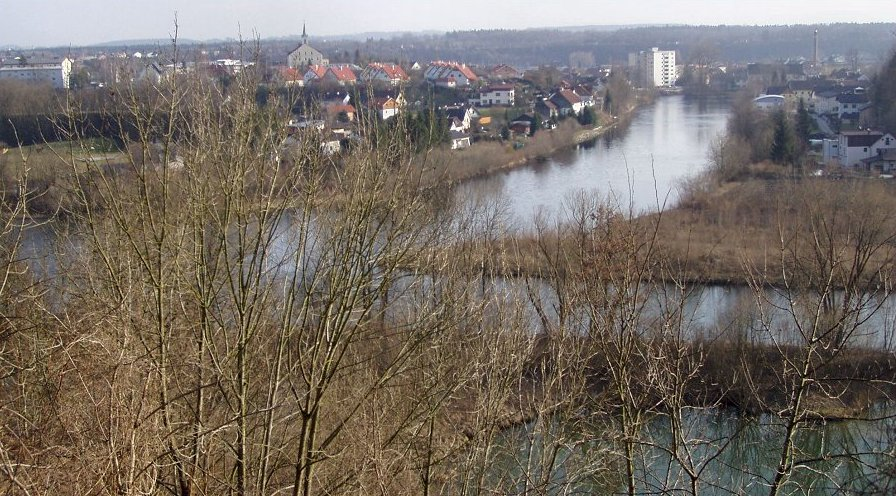
Mündung der Ager (von Westen kommend, rechts) in die Traun (von Süden kommend, Mitte)

### Landschaft
Der Talbereich der Ager ist dicht besiedelt und von Gewerbe geprägt, dazwischen gibt es intensive, von Ackerbau dominierte landwirtschaftliche Nutzung. Dementsprechend ist der natürliche Flusslauf stark durch Wehre, Regulierungen und Uferbefestigungen beeinträchtigt. Unterhalb von Vöcklabruck hat die Ager einen naturnäheren, mäandrierenden Charakter, hier sind auch noch Auwaldbereiche erhalten, die zum Teil (Fasanenau in Vöcklabruck, Schalchhamer Au, Puchheimer Au) als Landschaftsschutzgebiete ausgewiesen sind.

### Wasserqualität
In der Nachkriegszeit wurde die Ager durch die an ihr gelegene Industrien stark verschmutzt, darunter vor allem die Zellstoffproduktion der Lenzing AG. Heute ist das nicht mehr so stark der Fall, da mehrere Kläranlagen geschaffen wurden. Hatte die Ager bis in die Mitte der 1980er Jahre nur Güteklasse III bis IV, so weist sie 2007 nach dem Abfluss aus dem Attersee Güteklasse I, ansonsten durchgehend Güteklasse II auf.
Als Abfluss mehrerer Seen und aufgrund der Nutzung als Kühlwasser ist die Ager ein für diese Region relativ warmes Fließgewässer mit einer mittleren Temperatur von 17,1 °C im Sommer und 6,6 °C im Winter.

### Fauna
Die in der Ager hauptsächlich vorkommenden Fischarten sind Bachforelle, Regenbogenforelle, Äsche, Aitel, und Barbe. Die unbeeinflussten Abschnitte des Flusses und seiner Ufer stellen einen wichtigen Lebensraum für verschiedene Vogelarten dar, wie den Flussuferläufer, den Flussregenpfeifer oder den Eisvogel. In den Augebieten finden sich Vogelarten wie der Gänsesäger und der Kleinspecht, sowie zahlreiche Amphibienarten wie Erdkröte, Grasfrosch, Springfrosch und Gelbbauchunke.